# DFDS Lys Line

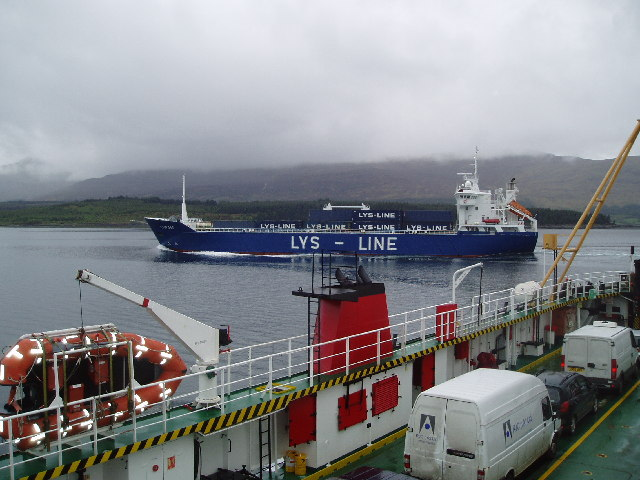
Lystind

DFDS Lys Line war eine norwegische Reederei, die 1970 in Oslo unter dem Namen Lys-Line AS/Simonsen & Slang AS gegründet wurde. Die Reederei betrieb Verbindungen von Norwegen, Dänemark und Schweden nach Irland, Großbritannien, Portugal, Spanien, Belgien, Deutschland sowie in die Niederlande. DFDS Lys Line wurde im Zuge der Auflösung komplett in DFDS integriert.

## Flotte (Auswahl)
Die meisten Schiffe waren mit einer seitliche Ladeluke für den Umschlag von Paletten oder Papierrollen ausgestattet.
| Schiff           | Bild | Baujahr | Typ |
| ---------------- | ---- | ------- | --- |
| Lys-Con          |      | 1974    |     |
| Lysholmen        |      | 1966    |     |
| Lys-Tind         |      | 1978    |     |
| Lys-Point        |      | 1979    |     |
| Lyshav           |      | 1971    |     |
| Lysdal           |      | 1971    |     |
| Lys Sky          |      | 1972    |     |
| Lys Bris         |      | 1973    |     |
| Lys Brott        |      | 1973    |     |
| Lyspol           |      | 1974    |     |
| Lysfoss          |      | 1975    |     |
| Lys-Borg         |      | 1975    |     |
| Lysekil          |      | 1979    |     |
| Lysbris Seaways  |      | 1999    |     |
| Lystind          |      | 1990    |     |
| Lys-Skog         |      | 1991    |     |
| Lysblink Seaways |      | 2000    |     |
| Lysvik Seaways   |      | 1974    |     |